# Nadleśnictwo Żagań
Nadleśnictwo Żagań – nadleśnictwo należące do Regionalnej Dyrekcji Lasów Państwowych w Zielonej Górze z siedzibą w Żaganiu. 
Obejmuje tereny Borów Dolnośląskich leżące w środkowej i południowej części powiatu żagańskiego i południowej żarskiego na południu województwa lubuskiego a także w gminie Osiecznica (powiat bolesławiecki) na północnym zachodzie województwa dolnośląskiego o łącznej powierzchni 20 074,63 ha. 
Sąsiadujące nadleśnictwa (poczynając od zachodu, zgodnie z kierunkiem wskazówek zegara):
- Nadleśnictwo Wymiarki
- Nadleśnictwo Lipinki
- Nadleśnictwo Krzystkowice
- Nadleśnictwo Szprotawa
- Nadleśnictwo Świętoszów
- Nadleśnictwo Ruszów